# Primera División de Chile 1963
El Campeonato Nacional de Fútbol de la Primera División de 1963 fue el torneo disputado en la 31.ª temporada de la máxima categoría del fútbol profesional chileno, con la participación de 18 equipos.
El torneo se jugó en dos rondas con un sistema de todos-contra-todos. El balón oficial fue Crack (n.º 607).
El campeón fue Colo-Colo, que logró su noveno título.
Con 12.438 espectadores por partido, el Campeonato Nacional de 1963 corresponde al torneo de Primera División con mejor promedio de asistencia en la historia del fútbol profesional chileno.
Un partido anecdótico que se desarrolló en este torneo fue la goleada por 5-0 de Rangers al histórico Ballet Azul de la Universidad de Chile en el Estadio Nacional. Este partido es muy recordado en la ciudad de Talca, ya que hasta el día de hoy se considera como una de las grandes goleadas del fútbol chileno; por su parte, para el club estudiantil fue una verdadera tragedia ya que el mejor equipo de su historia sucumbió, derivando en una de las derrotas más dolorosas del club santiaguino en su trayectoria.

## Tabla final
| Pos | Equipo               | PJ | PG | PE | PP | GF  | GC | Dif | Pts |
| --- | -------------------- | -- | -- | -- | -- | --- | -- | --- | --- |
| 1   | Colo-Colo            | 34 | 24 | 5  | 5  | 103 | 46 | 57  | 53  |
| 2   | Universidad de Chile | 34 | 23 | 6  | 5  | 78  | 42 | 36  | 52  |
| 3   | Deportes La Serena   | 34 | 18 | 7  | 9  | 64  | 54 | 10  | 43  |
| 4   | Rangers              | 34 | 16 | 9  | 9  | 69  | 39 | 30  | 41  |
| 5   | Universidad Católica | 34 | 15 | 11 | 8  | 66  | 52 | 14  | 41  |
| 6   | Everton              | 34 | 17 | 4  | 13 | 57  | 59 | -2  | 38  |
| 7   | Santiago Wanderers   | 34 | 11 | 12 | 11 | 54  | 46 | 8   | 34  |
| 8   | Unión San Felipe     | 34 | 11 | 12 | 11 | 68  | 72 | -4  | 34  |
| 9   | Magallanes           | 34 | 12 | 8  | 14 | 53  | 58 | -5  | 32  |
| 10  | Ferrobádminton       | 34 | 11 | 9  | 14 | 45  | 53 | -8  | 31  |
| 11  | Unión Española       | 34 | 12 | 5  | 17 | 68  | 68 | 0   | 29  |
| 12  | San Luis             | 34 | 11 | 7  | 16 | 40  | 62 | -22 | 29  |
| 13  | Coquimbo Unido       | 34 | 9  | 10 | 15 | 47  | 60 | -13 | 28  |
| 14  | Unión La Calera      | 34 | 10 | 7  | 17 | 50  | 75 | -25 | 27  |
| 15  | Audax Italiano       | 34 | 8  | 10 | 16 | 44  | 62 | -18 | 26  |
| 16  | Santiago Morning     | 34 | 9  | 7  | 18 | 44  | 62 | -18 | 25  |
| 17  | Palestino            | 34 | 9  | 7  | 18 | 48  | 71 | -23 | 25  |
| 18  | O'Higgins            | 34 | 10 | 4  | 20 | 41  | 58 | -17 | 24  |

PJ=Partidos jugados; PG=Partidos ganados; PE=Partidos empatados; PP=Partidos perdidos; GF=Goles a favor; GC=Goles en contra; Dif=Diferencia de gol; Pts=Puntos
|  | Campeón. Clasifica a la Copa de Campeones de América 1964 |
|  | Desciende a Segunda División                              |

## Campeón
|                              |
| Campeón Colo-Colo 9.º título |
|                              |

## Goleadores
Goleadores del torneo.
| Jugador          | Jugador             | Goles | Equipo    |
| ---------------- | ------------------- | ----- | --------- |
| Bandera de Chile | Luis Hernán Álvarez | 37    | Colo-Colo |